# Cyrtolabulus ulricae
Cyrtolabulus ulricae är en stekelart som beskrevs av Gusenleitner 1999. Cyrtolabulus ulricae ingår i släktet Cyrtolabulus och familjen Eumenidae. Inga underarter finns listade i Catalogue of Life.